# Обертрупфюрер

Петлиця обертрупфюрера СС з 1929 по 1934

Обертрупфю́рер (нім. Obertruppführer) — військове звання в нацистській партії, яке використовувалося в період між 1932 і 1945 роками. Звання найбільш тісно пов'язане з організацією СА (нім. Sturmabteilung), але також було одним з перших звань в системі СС (нім. Schutzstaffel) в роки становлення цієї організації в період з 1932 по 1934, але після Ночі довгих ножів було змінено на військове звання гауптшарфюрер. Це звання використовувалося в перші дні існування Резервних військ СС (нім. SS-Verfügungstruppe), пізніше перетворених на Ваффен-СС.
Перекладається як «старший керівник загону», обертруппфюрер веде своє походження від рангу трупфюрер, що використовувалося штурмовими ротами (штурмовиками) ще за часів Першої світової війни. Як звання в СА, обертрупфюрер було введено в 1932 році у зв'язку з розширенням СА і зростаючим числом членів партії. Звання обертрупфюрер було молодшим за гаупттрупфюрера і зазвичай було старшим унтер-офіцерським званням еквівалентним взводному сержанту в інших військових організацій. Було еквівалентно званню штабс-фельдфебеля у Вермахті.